# 90. п. н. е.

## Догађаји
- Савезнички рат (91—88. п. н. е.)

## Рођења
- Диодор Сицилијски
- Аул Хирције
- Гај Луцилије Гир

## Смрти
- Дионисије Тракијски
- Тарнаджом — цар Иберије
- Квинт Сервилије — претор
- Луције Акције — древнеримски поета
- Герије Азиније — италийский военный деятель;
- Публије Рутилије Луп — консул текущего года;
- Луције Постумије